# Joaquim Pinto de Andrade
Joaquim Pinto de Andrade (1926 - 23 février 2008) est un homme politique angolais, premier président honoraire du Mouvement populaire de libération de l'Angola (MPLA), chancelier de l'archidiocèse de Luanda, et membre de la Société africaine de la Culture. Il meurt le 23 février 2008 des suites d'une longue maladie, le même jour que  Gentil Ferreira Viana.